# Dvd-regionskode
En færdigindspillet DVD bliver fra producentens side udstyret med en regionskode, der er forskellig fra region til region. Dette skulle være for at producenten kan holde styr på hvor DVD'en sælges eller distribueres. De fleste DVD-afspillere eller digitale videooptagere er ligeledes fra producentens side umiddelbart kun i stand til at afspille DVD'er med samme kode som den selv. Det er naturligvis organiseret sådan at såvel DVD'er som afspillere, tilpasset samme land får samme kode. 
Danmark hører som det meste af Europa ind under region 2, hvorfor afspillere der sælges i Danmark har denne kode og samme kode har de DVD'er der fremstilles til det danske marked. Imidlertid køber mange på udlandsrejser DVD-film med hjem og kan derfor få brug for at få deres afspiller gjort kodefri. Dette er fuldt lovligt og kan gøres derhjemme med fornøden viden eller mod betaling hos forhandleren.
| Regions- kode | Område |
| ------------- | --- |
| 0             | Regionsfri (kan spilles i alle regioner)                                                                                        |
| 1             | USA, Canada, Puerto Rico, og Bermuda                                                                                            |
| 2             | Europa (på nær Hviderusland og Ukraine), Grønland, Mellemøsten, Egypten, Lesotho, Sydafrika, Japan, og Fransk Guiana            |
| 3             | Sydøstasien, Sydkorea, Taiwan, Hong Kong, og Macau                                                                              |
| 4             | Latinamerika (på nær Fransk Guiana og Puerto Rico), Caribien, og Oceanien                                                       |
| 5             | Afrika (på nær Egypten, Lesotho, og Sydafrika), Rusland, Hviderusland, Ukraine, Centralasien, Sydasien, Mongoliet, og Nordkorea |
| 6             | Fastlandskina |
| 7             | DVD'er fra the Motion Picture Association of America, og "mediekopier" til asiatiske forpremierer                               |
| 8             | Internationale venues, herunder fly, krydstogtskibe, og rumskibe.                                                               |
| ALL           | Disse disks har numrene fra alle regioner, og kan derfor bruges i hele verden og på alle afspiller.                             |

En disk kan have én enkelt kode, eller kombinere flere af dem. For eksempel kan en disk med benævnelsen "Region 2/4" afspilles i Europa, Latinamerika, Oceanien, og alle andre områder i Region 2 og 4. Nogle lande ligger officielt i én region men bruger koder fra to eller flere regioner, for eksempel Mexico der ligger i Region 2 men ofte også fungerer som Region 1. Et andet eksempel er landene i Baltikum: som del af den tidligere Sovjetunion plejede de at bruge Region 5, men er nu skiftet til Region 2 på grund af deres optagelse i EU.